# Prags Metro
Prags Metro er en undergrundsbane, der indgår i det offentlige transportsystem i Prag, Tjekkiet. Den betjener omkring 1,5 millioner passagerer hver dag.

## Grundlæggende informationer
Prags Metro består af tre linjer, A, B og C. Der er i alt 57 stationer (tre er knudepunkter) og mere end 50 km spor, der først og fremmest er anlagt under jorden. 
Metroen kører mellem kl. 5 om morgenen og midnat med to-tre minutters intervaller i myldretiderne. Den drives af Dopravní podnik Praha , Prags offentlige trafikselskab, der også driver den øvrige offentlige transport i byen.
Nogle af de stationer, der ligger tættest på Vltava, er anlagt temmelig langt under jordens overflade. Stationen Náměstí Míru befinder sig således 52 m under jordoverfladen. Rulletrappen ned til den er omkring 100 m lang, og turen tager 2½ minut, hvis man står stille.

## Historie
De første tanker om en undergrundsbane i byen stammer helt tilbage fra 1898, hvor en driftig forretningsmand foreslog byen at udnytte, at et stort kloakprojekt alligevel medførte omfattende udgravninger. Bystyret ønskede dog ikke at følge dette forslag. Et nyt forslag dukkede op i 1926, og nu var der mere lydhørhed for ideen. I løbet af 1930'erne og 1940'erne blev der foretaget et stort planlægningsarbejde, men ved krigens afslutning måtte man lægge planerne til side på grund af dårlig økonomi. På det tidspunkt havde man stort set planen for de tre nuværende linjer klar.
I begyndelsen af 1960'erne blev ideen endelig vedtaget, og bygningen af den første station blev påbegyndt 9. august 1967. Driften af linje C begyndte 9. maj 1974, og i de følgende år fortsatte projektet med god fart. Linje A åbnede i 1978, og linje B blev taget i brug i 1985. I tiden efter er udbygningen sket ved at forlænge de tre linjer i enderne.
Efter kommunismens fald fik fjorten stationer i 1990 nye navne, der var mere politisk neutrale. Samtidig er de gamle sovjetiske tog efterhånden ved at være renoveret eller udskiftet med forventet afslutning i 2007.
I august 2002 blev metroen ramt af den voldsomme oversvømmelse, der satte 19 stationer ud af drift. Derved brød en del af Prags offentlige trafiksystem sammen, og reparationerne efterfølgende beløb sig til 7 milliarder tjekkiske kroner (omtrent 1,5 milliarder danske kroner). De fleste af de berørte stationer var ude af drift i månedsvis, og den sidste genåbnede først i marts 2003. Metroen blev atter ramt af oversvømmelser ved oversvømmelserne i Centraleuropa i 2013.